# Reggenza di Purworejo
La reggenza di Purworejo (in indonesiano: Kabupaten Purworejo) è una reggenza dell'Indonesia, situata nella provincia di Giava Centrale.